# Valle del Guamuez (ort)
Valle del Guamuez är en ort i Colombia.   Den ligger i departementet Putumayo, i den sydvästra delen av landet, 600 km sydväst om huvudstaden Bogotá. Valle del Guamuez ligger 336 meter över havet och antalet invånare är 9 969.
Terrängen runt Valle del Guamuez är platt. Runt Valle del Guamuez är det ganska glesbefolkat, med 38 invånare per kvadratkilometer. Valle del Guamuez är det största samhället i trakten. I omgivningarna runt Valle del Guamuez växer i huvudsak städsegrön lövskog.